# Récif de l'Astrolabe
Pour les articles homonymes, voir Astrolabe (homonymie).
Ne doit pas être confondu avec Récifs de l'Astrolabe.
Le récif de l’Astrolabe (en anglais : Astrolabe Reef) est un récif de la baie de l'Abondance, en Nouvelle-Zélande. Le récif est proche de l'île Motiti.
Le récif a été nommé « écueils de l'Astrolabe » par Jules Dumont d'Urville en hommage au bateau L'Astrolabe qu'il commandait lors de son expédition dans les mers du Sud et qui a manqué de s'échouer sur le récif le 16 février 1827.
Le 5 octobre 2011, le porte-conteneurs MV Rena s'échoue sur ce récif causant une marée noire.